# Durchgangsgüterzug
Als Durchgangsgüterzug, abgekürzt Dg, auch kurz Durchgangszug genannt, wird bei der Eisenbahn ein Güterzug bezeichnet, der vom Start- zum Zielbahnhof durchgehend in derselben Zusammenstellung fährt. Er wird auf Unterwegsbahnhöfen nicht rangiertechnisch behandelt und ist in der Regel ein Eingruppenzug. In Durchgangsgüterzügen wurden neben Frachten zwischen Rangierbahnhöfen vor allem Massengüter befördert, die in großen Mengen auf festgelegten Strecken transportiert werden, zum Beispiel Kohle und Erze von Häfen zu Kraft- und Stahlwerken.
Die Züge mit nur einem Frachtgut werden meist als Ganzzüge bezeichnet.